# 贝尔内 (莫尔比昂省)
贝尔内（法語：Berné，法語發音：[bɛʁne]）是法国莫尔比昂省的一个市镇，属于蓬蒂维区。

## 地理
贝尔内（47°59'42"N, 3°23'33"W）面积34.77 平方千米，位于法国布列塔尼大區莫尔比昂省，该省份为法国西北部沿海省份，位于布列塔尼半岛南部，北起阿摩尔滨海省、西接菲尼斯泰尔省，南濒大西洋，东南接大西洋卢瓦尔省，东临伊勒-维莱讷省。
与贝尔内接壤的市镇（或旧市镇、城区）包括：圣卡拉代克特雷戈梅、凯纳斯克莱登、安吉涅勒、普卢艾、吉利戈马尔克、梅朗、普里济亚克。
贝尔内的时区为UTC+01:00、UTC+02:00（夏令时）。

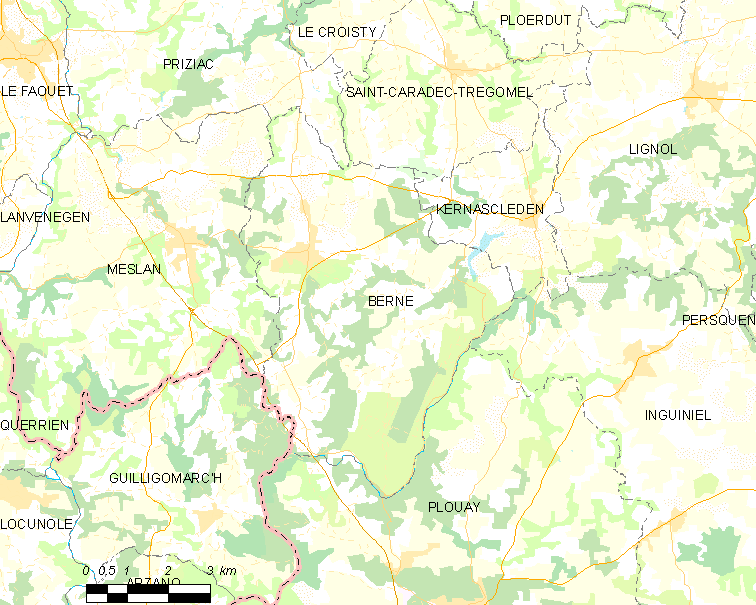
贝尔内的OSM定位图

## 行政
贝尔内的邮政编码为56240，INSEE市镇编码为56014。

## 政治
贝尔内所属的省级选区为古兰县。

## 人口

1962-2008年间贝尔内人口变化图示

贝尔内于2022年1月1日时的人口数量为1558人。